# Плазміда

Схематичне зображення бактерії з включеними плазмідами. 1 Хромосомна ДНК. 2 Плазміди.

Плазміда (лат, англ. plasmid) — молекула ДНК, окрема від хромосомної ДНК та здатна до автономної реплікації. Вона звичайно кругла і дво-ланцюжкова. Плазміди в природі частіше за все зустрічаються у бактерій (ймовірно і архей), іноді в еукаріотів (наприклад, 2-мікронне кільце гриба Дріжджів пивних (Saccharomyces cerevisiae). Розмір плазмід може бути від близько 1 до понад 400 kbp (тисяч пар основ). У одній клітині може бути від одної копії (особливо для великих плазмід) до кількох сотень або навіть тисяч копій тієї ж плазміди (особливо для певних штучних плазмід, сконструйованих для отримання високого числа копій, наприклад, плазміди серії pUC). Термін «плазміда» був вперше введений американським молекулярним біологом Джошуа Ледербергом у 1952 році.

Іноді плазміди розглядаються як облігатні внутрішньоклітинні мутуалісти, коменсали або паразити, на молекулярному рівні організації. Вчені дискутують щодо визнання чи не визнання плазмід самостійними організмами. Одні автори сходяться на тому, що плазміди не є окремими організмами, тоді як відповідно до декотрих класифікацій, їх розглядають як повноцінні живі організми.
Плазміди пройшли довгий еволюційний шлях разом зі своїми господарями, тому вважаються мобільною частиною їх геному — мобіломи, — однак, реплікуються цілком незалежно від нього, оскільки є самостійними репліконами.

## Резистентність

Схематична діаграма плазміди резистентності. 1 та 2 Гени, що кодують резистентність. 3 Ori.

Плазміди часто містять ген або кластер генів, які надають добірну перевагу бактерії-хазяїну, наприклад, роблячи бактерію резистентною (стійкою) до дії певного антибіотика. Кожна плазміда містить як мінімум одну послідовність ДНК, яка служить точкою початку реплікації (ori), яка надає можливість ДНК плазміди реплікуватися незалежно від хромосомної ДНК. Хромосоми більшості бактерій округлі, подібно до плазміди на зображенні, але лінійні плазміди також відомі та поверхнево нагадують хромосоми еукаріотів.

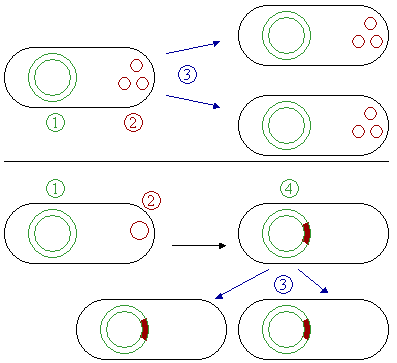
Порівняння неінтегрируємих плазмід (верх) і епісом (низ). 1 Хромосомна ДНК. 2 Плазміди. 3 Cell division. 4 Хромосомна ДНК із інтегрованими плазмідами.

## Вектори
Плазміди, що використовуються в генній інженерії, називаються векторами. Вони використовуються для переміщення генів з одного організму до іншого і зазвичай містять генетичний маркер для або проти вибору бажаного фенотипу. Багато штучних плазмід також містять полілінкер або точку багаторазового клонування, короткий регіон, що містить декілька звичайних сайтів рестрикції та дозволяє легку вставку фрагментів ДНК в до цього сайту.

## Типи

Схема бактеріальної кон'югації

Один метод класифікації плазмід — за їх здатністю переміщатися до інших бактерій. Кон'югативні плазміди містять так звані tra-гени, які виконують складний процес бактеріальної кон'югації, передачі плазмід до іншої бактерії. Некон'югативні плазміди нездібні ініціювати подібний обмін, вони можуть бути «випадково» перенесеними за допомогою кон'югативних плазмід. Проміжний клас плазмід — мобілізаторні, що несуть тільки частину генів, необхідних для передачі. Вони можуть паразитувати на кон'югативних плазмідах, передаючись у значній кількості тільки в їхній присутності.
Плазміди різних типів можуть спільно існувати у клітині. Наприклад, в E. coli знайдено сім різних плазмід. Але «пов'язані» плазміди часто несумісні, в сенсі, що тільки один з них виживає в штамі клітин, завдяки регулюванню життєвих функцій плазміди. Тому, плазміди можуть бути призначені до груп сумісності.
Іншим способом можна класифікувати плазміди за функцією. Існує п'ять головних класів:
- Плазміди фертильності (F-плазміди), які містять tra-гени. Здатні до бактеріальної кон'югації.
- Плазміди опору (R-плазміди), які містять гени, що можуть надати клітині стійкість проти антибіотика або отрути. Історично відомі як R-фактори, до того як природа плазмід була розкрита.
- Col-плазміди, які містять гени для виробництва коліцина, білка, який може вбивати інших бактерій.
- Деградаційні плазміди, які допомагають травленню різних речовин, наприклад, толуолу або саліцилової кислоти.
- Плазміди отруйності, які перетворюють бактерію на патоген.

Плазміди можуть належати до більш ніж однієї з цих функціональних груп. Плазміди, які існують тільки у одній або декількох копіях в кожній бактерії, знаходяться у небезпеці при поділі клітини, тому що одній із дочірніх бактерій може не зостатися жодної копії. Такі плазміди мають системи, що намагаються активно доставити свої копії до обох дочірніх клітин.
Деякі плазміди включають систему «згубної звички» або «постсегрегаціонну систему вбивства» (PSK)". Вони виробляють як довготривалу отруту, так і недовго живучу протиотруту. Дочірні клітини, що зберігають копію плізміди, виживають, але дочірні клітини без плазміди вмирають через отруту від свого батька. Це приклад плазмід, як егоїстичної ДНК.